# Anne-Catherine Deluntsch
Anne-Catherine Deluntsch est une lutteuse libre française née le 5 novembre 1978 à Obernai.

## Palmarès

### Championnats du monde
- Médaille de bronze en lutte libre dans la catégorie des moins de 51 kg en 2007 à Bakou

### Championnats d'Europe
- Médaille de bronze en lutte libre dans la catégorie des moins de 48 kg en 2005 à Varna

### Jeux méditerranéens
- Médaille d'argent en lutte libre dans la catégorie des moins de 48 kg en 2005 à Almeria

## Consultante
Durant les Jeux olympiques 2020 à Tokyo, elle est consultante pour France Télévisions et commente les épreuves de lutte avec Florian Ringuede.